# Єгоров Едуард Васильович
Єгоров Едуард Васильович (7 січня 1940) — радянський ватерполіст.
Бронзовий призер Олімпійських Ігор 1964 року.